# Robbie McEwen

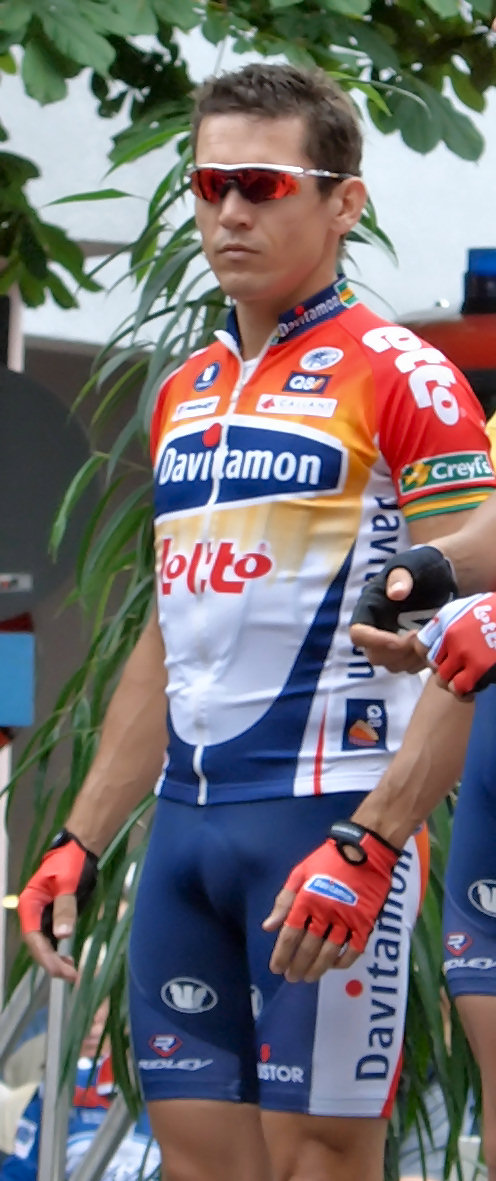
Robbie McEwen

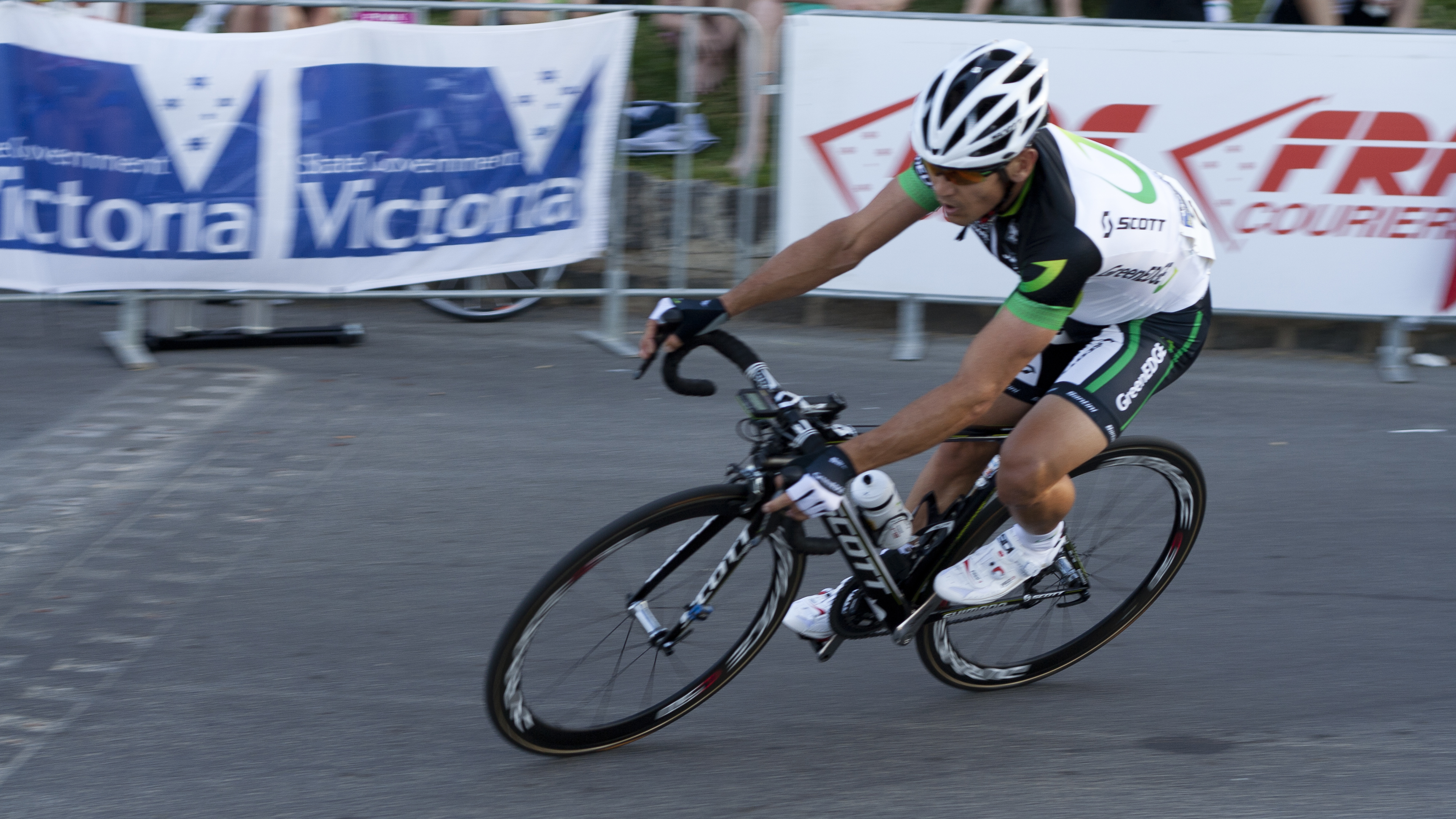
Robbie McEwen bij zijn laatste profploeg GreenEdge

Robbie McEwen (Brisbane, 24 juni 1972) is een Australisch voormalig professioneel wielrenner die gold als een van de snelste sprinters van zijn tijd. Hij was als professional actief van 1996 tot 2012 en reed het grootste deel van zijn loopbaan in Nederlandse- en Belgische dienst. McEwen woonde jaren in het Belgische Everbeek en spreekt uitstekend Nederlands. Tegenwoordig woont hij met zijn vrouw en kinderen aan de Australische Gold Coast.

## Biografie

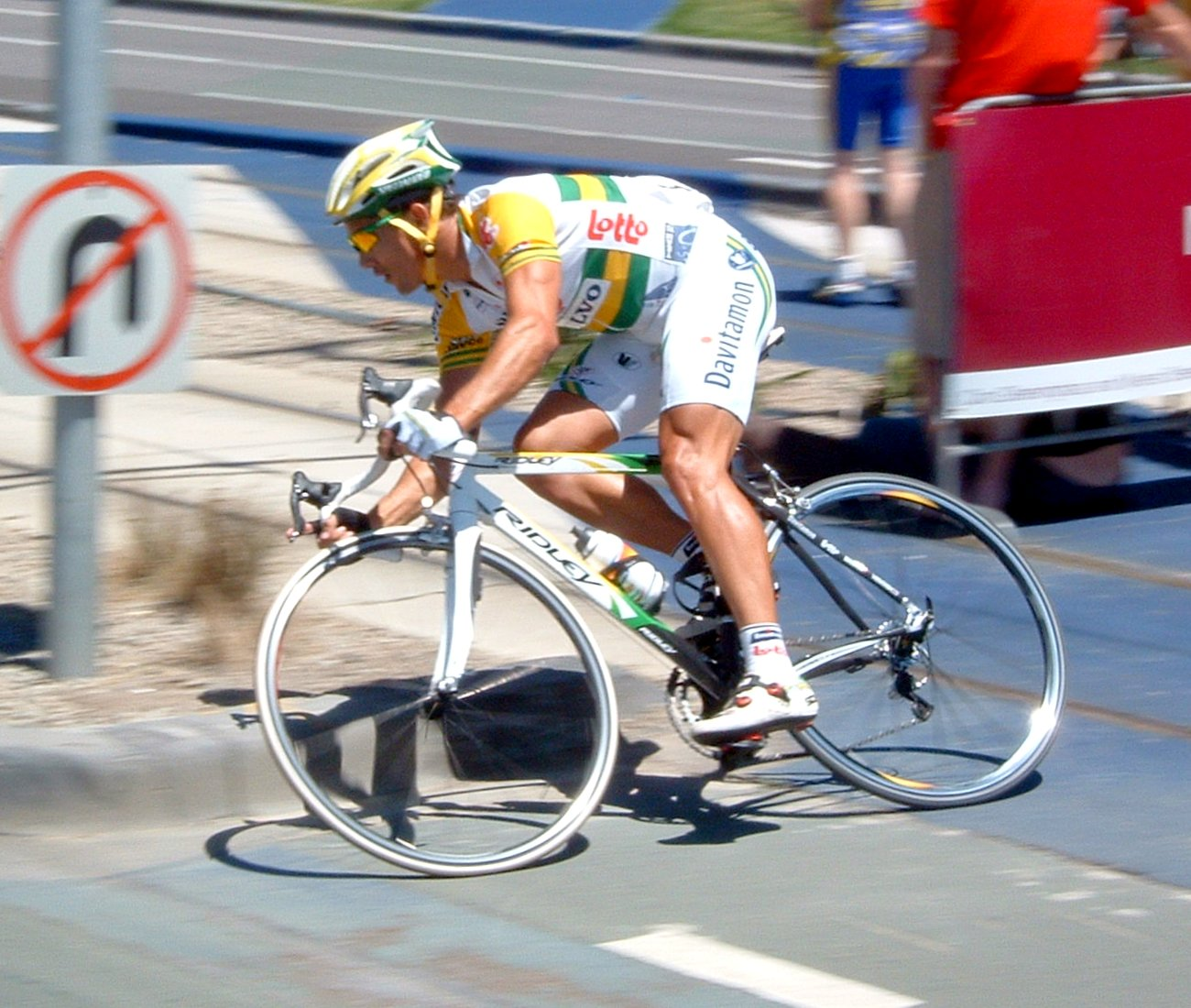
McEwen in de Australische kampioenentrui in 2006

McEwen werd prof in 1996 bij Rabobank en brak voor het grote publiek door toen hij in 1999 de slotrit van de Ronde van Frankrijk op de Champs Elysées won. In de Tour de France deed hij goede zaken, in 2002 won hij de groene trui en twee etappes. Later dat jaar werd hij tweede bij het wereldkampioenschap. In 2004 won hij opnieuw twee Touretappes en de groene trui. In 2005 won hij drie etappes in de Tour, evenals in 2006 waarin hij ook weer de groene trui mee naar huis nam. Hij nam 12 keer deel aan de Ronde van Frankrijk en reed ze 10 keer uit. In 2007 moest hij opgeven nadat hij meer dan 30 minuten buiten tijd aankwam als gevolg van een val in de eerste rit in lijn.
McEwen is ook succesvol geweest in de Ronde van Italië, waar hij net als in de Tour twaalf etappes heeft gewonnen. Verder won hij etappes in de Ronde van Zwitserland (3), de Tour Down Under (10) en Parijs-Nice (2). Tevens werd hij driemaal Australisch kampioen (1995, 2002 en 2005) en won maar liefst vijf maal Parijs-Brussel (in 2002, 2005, 2006, 2007 en 2008). De Delta Profronde (2002), de Scheldeprijs (2002), en Dwars door Vlaanderen (2003) schreef McEwen ook op zijn naam.
Vanaf 2009 namen de successen van McEwen af. Hij won in het begin van het seizoen nog wel enkele kleine wedstrijden, maar door een val in de Ronde van België raakte hij geblesseerd, wat een einde maakte aan zijn seizoen. In 2010 kwam hij weer terug en won een rit in de Challenge Mallorca. Hij werd opnieuw geselecteerd voor de Tour, maar door valpartijen en koorts werd dit geen succes. McEwen won enkele weken na de Tour nog wel een rit in de Eneco Tour.
Vanaf 2011 zou McEwen uitkomen voor het Australische Team Pegasus, maar door financiële problemen kreeg dit team geen licentie. Hierdoor waren alle renners van de ploeg transfervrij. McEwen overwoog met pensioen te gaan, maar besloot desondanks nog een jaar verder te rijden. Hij kreeg een contract aangeboden bij Team RadioShack. Nadat hij gedurende elf jaar in Everbeek (België) had gewoond, keerde hij in oktober 2011 met zijn gezin definitief terug naar de Australische Gold Coast.
In 2012 sloot McEwen zich uiteindelijk aan bij het Australische team GreenEdge. Hier koerste hij nog enkele maanden, waarna hij bij de ploeg aan de slag ging als ploegleider. Na de Ronde van Californië zette hij een punt achter zijn wielercarrière.

## Palmares
1994 - 1 zege
- 1e etappe Ronde van de Toekomst

1995 - 9 zeges
- Australisch kampioen op de weg, Elite
- 7e etappe Jayco Bay Cycling Classic
- 2e etappe Tasmania Summer Tour
- 1e, 7e en 10e etappe Rapport Tour
- 5e etappe Regio-Tour
- 6e etappe Ronde van de Toekomst
- Criterium Melbourne

1996 - 10 zeges
- 2e, 11e en 13e etappe Herald Sun Tour
- 4e etappe Ronde van Murcia
- 1e etappe Wien-Rabenstein-Wien
- 2e etappe Ronde van Rijnland-Palts
- 3e etappe (deel B) Regio-Tour
- 4e etappe Ronde van de Toekomst
- Luk-Cup Bühl
- Criterium Fremantle

1997 - 13 zeges
- 1e, 2e en 4e etappe Jayco Bay Cycling Classic
- Eindklassement Jayco Bay Cycling Classic
- 2e en 3e (deel A) etappe Ronde van Nederland
- 3e etappe Ronde van Luxemburg
- 2e etappe Vierdaagse van Duinkerke
- Criterium Perth
- Criterium Rottnest Island
- Eindklassement PAC Star Criterium Series
- Noosa International Criterium
- Criterium Brisbane

1998 - 6 zeges
- 5e etappe Jayco Bay Cycling Classic
- 1e etappe Ruta del Sol
- 3e (deel A) en 5e etappe Ronde van Nederland
- Profronde van Almelo
- Criterium Gold Coast

1999 - 12 zeges
- 1e, 4e en 5e etappe Jayco Bay Cycling Classic
- Eindklassement Jayco Bay Cycling Classic
- 3e en 6e etappe Herald Sun Tour
- 21e etappe Ronde van Frankrijk
- 2e etappe Ronde van Luxemburg
- 1e etappe (deel A) Route du Sud
- 2e etappe Ronde van Nederland
- Mijl van Mares
- Criterium Robina

2000 - 4 zeges
- 6e etappe Tour Down Under
- Trofeo Alcúdia
- Criterium Gold Coast
- Criterium Burleigh

2001 - 19 zeges
- 1e, 2e en 3e etappe Jayco Bay Cycling Classic
- Eindklassement Jayco Bay Cycling Classic
- 3e en 4e etappe Herald Sun Tour
- Trofeo Calvià
- 2e etappe Ronde van de Middellandse Zee
- Circuit du Brabant Wallon
- 2e en 3e etappe Uniqa Classic
- 4e etappe Ronde van het Waalse Gewest
- 2e etappe Ronde van Nederland
- Noosa International Criterium
- Criterium Gold Coast
- Criterium Burleigh 1
- Criterium Burleigh 2
- Criterium Nerang
- Australisch criteriumkampioenschap

2002 - 30 zeges
- 3e etappe Jayco Bay Cycling Classic
- Eindklassement Jayco Bay Cycling Classic
- Australisch kampioen op de weg, Elite
- 1e, 3e, 4e en 6e etappe Tour Down Under
- 1e etappe Ster van Bessèges
- Eindklassement Ster van Bessèges
- 2e en 7e etappe Parijs-Nice
- Scheldeprijs
- 4e en 10e etappe Ronde van Italië
- 3e en 20e etappe Ronde van Frankrijk
- Puntenklassement Ronde van Frankrijk
- Ronde van Midden-Zeeland
- Parijs-Brussel
- 2e en 3e etappe Circuit Franco-Belge
- Eindklassement Circuit Franco-Belge
- Mijl van Mares
- Hurth-Kendenich
- Nacht van Hengelo
- Sparkassen Cup-Schwenningen
- Criterium Aalst
- Profronde van Heerlen
- Krefeld-Rund um die Sparkasse
- Criterium Surfers Paradise
- Criterium Marquette-lez-Lille

2003 - 14 zeges
- 1e etappe Jayco Bay Cycling Classic
- Eindklassement Jayco Bay Cycling Classic
- 3e etappe Tour Down Under
- Dwars door Vlaanderen
- 4e en 11e etappe Ronde van Italië
- 2e etappe Ronde van Zwitserland
- 3e etappe Circuit Franco-Belge
- 4e etappe Ster van Bessèges
- Criterium Robina
- Nacht van Hengelo
- Profronde van Surhuisterveen
- Launceston International Classic
- Criterium Surfers Paradise

2004 - 14 zeges
- 1e en 4e etappe Tour Down Under
- Le Samyn
- 5e etappe Ronde van Italië
- 2e en 4e etappe Ronde van Zwitserland
- 2e en 9e etappe Ronde van Frankrijk
- Puntenklassement Ronde van Frankrijk
- Criterium Aalst
- Wateringse Wielerdag
- Spektakel van Steenwijk
- Profronde van Oostvoorne
- Gouden Pijl
- Noosa International Criterium

2005 - 26 zeges
- 1e en 4e etappe Jayco Bay Cycling Classic
- Eindklassement Jayco Bay Cycling Classic
- Australisch kampioen op de weg, Elite
- 1e, 2e en 6e etappe Tour Down Under
- 5e etappe Ronde van Qatar
- 2e etappe Ronde van Nedersaksen
- 2e, 6e en 10e etappe Ronde van Italië
- 4e etappe Ronde van Zwitserland
- 5e, 7e en 13e etappe Ronde van Frankrijk
- Criterium Peer
- Parijs-Brussel
- GP Fourmies
- Stadsprijs Geraardsbergen
- GP Aalborg
- Criterium Betzdorf
- Criterium Vayrac
- Dernycriterium Buggenhout
- Criterium Gold Coast
- Criterium Surfers Paradise

2006 - 25 zeges
- 4e etappe Jayco Bay Cycling Classic
- Cancer Council Helpline Classic
- 7e etappe Herald Sun Tour
- 1e etappe Costa Azul
- Eindklassement GP Costa Azul
- 2e etappe Driedaagse van West-Vlaanderen
- 1e etappe Ronde van Romandië
- 2e, 4e en 6e etappe Ronde van Italië
- 2e, 4e en 6e etappe Ronde van Frankrijk
- Puntenklassement Ronde van Frankrijk
- Parijs-Brussel
- GP Formaggi Guffanti
- Criterium Calais
- Criterium Wangen
- Criterium Aalst
- Profronde van Surhuisterveen
- Criterium Herentals
- Criterium Bavikhove
- Dernycriterium Antwerpen
- Dernycriterium Bochum
- Dernycriterium Boekel
- South Bank GP

2007 - 15 zeges
- 3e etappe Jayco Bay Cycling Classic
- 5e etappe Tour Down Under
- Criterium Burleigh Worlds
- 1e etappe Tirreno-Adriatico
- 2e etappe Ronde van Romandië
- 1e etappe Ronde van Italië
- Nacht van Hengelo
- Profronde van Wierden
- 4e etappe Ronde van Zwitserland
- 1e etappe Ronde van Frankrijk
- 3e etappe Eneco Tour
- Parijs-Brussel
- Grazer Altstadt Kriterium
- Criterium Aarhus
- Darren Smith Cycle Classic

2008 - 7 zeges
- 2e etappe Ronde van Romandië
- 3e en 4e etappe Ronde van Zwitserland
- Vattenfall Cyclassics
- Parijs-Brussel
- Criterium Lacq-Audéjos
- Noosa International Criterium

2009 - 3 zeges
- Cancer Council Helpline Classic
- Trofeo Cala Millor
- 3e etappe Ronde van Picardië

2010 - 6 zeges
- Trofeo Palma
- Dernycriterium Antwerpen
- Kortrijk Koerse
- 1e etappe Eneco Tour
- Dernycriterium Hoogstraten
- Criterium Hellemmes

2011 - 5 zeges
- 4e etappe Ronde van Wallonië
- 1e en 4e etappe Circuit Franco-Belge
- Eindklassement Circuit Franco-Belge
- Dernycriterium Ninove

2012 - 2 zeges
- Criterium Singapore
- Noosa International Criterium

2013 - 1 zege
- Noosa International Criterium

Totaal: 222 zeges

## Resultaten in voornaamste wedstrijden
| Jaar | Ronde van Italië | Ronde van Frankrijk | Ronde van Spanje |
| ---- | ---------------- | ------------------- | ---------------- |
| 1996 |                  |                     |                  |
| 1997 |                  | 117e                |                  |
| 1998 |                  | 89e                 | opgave           |
| 1999 |                  | 122e (1)            | opgave           |
| 2000 | uitgesloten      | 113e                |                  |
| 2001 |                  |                     | 139e             |
| 2002 | opgave (2)       | 130e (2)            |                  |
| 2003 | opgave (2)       | 143e                |                  |
| 2004 | opgave (1)       | 122e (2)            |                  |
| 2005 | opgave (3)       | 134e (3)            |                  |
| 2006 | opgave (3)       | 115e (3)            | buiten tijd      |
| 2007 | opgave (1)       | buiten tijd (1)     |                  |
| 2008 | opgave           | 122e                |                  |
| 2009 |                  |                     |                  |
| 2010 | opgave           | 164e                |                  |
| 2011 | buiten tijd      |                     |                  |

| Jaar | Milaan-San Remo | Gent-Wevelgem | Ronde van Vlaanderen | Parijs-Roubaix | Parijs-Brussel | Parijs-Tours | Omloop Het Nieuwsblad |  | WK op de weg |  | Wereldranglijsten |
| ---- | --------------- | ------------- | -------------------- | -------------- | -------------- | ------------ | --------------------- |  | ------------ |  | ----------------- |
| 1996 |                 |               |                      |                |                | 13e          |                       |  |              |  |                   |
| 1997 | 51e             |               | 56e                  | 76e            | 14e            |              |                       |  |              |  |                   |
| 1998 |                 | 74e           |                      | opgave         |                |              | 77e                   |  |              |  |                   |
| 1999 |                 |               |                      |                |                |              | 19e                   |  |              |  |                   |
| 2000 |                 |               |                      |                |                |              |                       |  |              |  |                   |
| 2001 |                 |               |                      |                |                |              |                       |  |              |  |                   |
| 2002 | 107e            | 25e           |                      |                | Goud           | 27e          | 4e                    |  | ↑            |  |                   |
| 2003 | 30e             | 26e           |                      |                |                | 18e          | 10e                   |  |              |  |                   |
| 2004 | 106e            |               |                      |                |                |              |                       |  |              |  |                   |
| 2005 |                 |               |                      |                | Goud           | 4e           | 13e                   |  | 30e          |  | 52e (UPT)         |
| 2006 |                 |               |                      |                | Goud           |              |                       |  | 5e           |  | 33e (UPT)         |
| 2007 | 4e              | 6e            |                      |                | ↑              | 6e           | 9e                    |  |              |  | 20e (UPT)         |
| 2008 | 79e             | 33e           |                      |                | Goud           | 6e           |                       |  | opgave       |  | 20e (UPT)         |
| 2009 | 67e             | 14e           |                      |                |                |              | 22e                   |  |              |  | 192e (UWK)        |
| 2010 |                 | 85e           | opgave               | 73e            | 25e            | 11e          |                       |  |              |  | 51e (UWK)         |
| 2011 | 36e             | 63e           | 63e                  | 48e            | 12e            | 19e          |                       |  |              |  | 159e (UWT)        |

## Ploegen
- 1996-Rabobank
- 1997-Rabobank
- 1998-Rabobank
- 1999-Rabobank
- 2000-Farm Frites
- 2001-Domo-Farm Frites-Latexco
- 2002-Lotto-Adecco
- 2003-Lotto-Domo
- 2004-Lotto-Domo
- 2005-Davitamon-Lotto
- 2006-Davitamon-Lotto
- 2007-Predictor-Lotto
- 2008-Silence-Lotto
- 2009-Katjoesja
- 2010-Katjoesja
- 2011-Team RadioShack
- 2012-Orica-GreenEdge (tot 21/05)

## Foto's

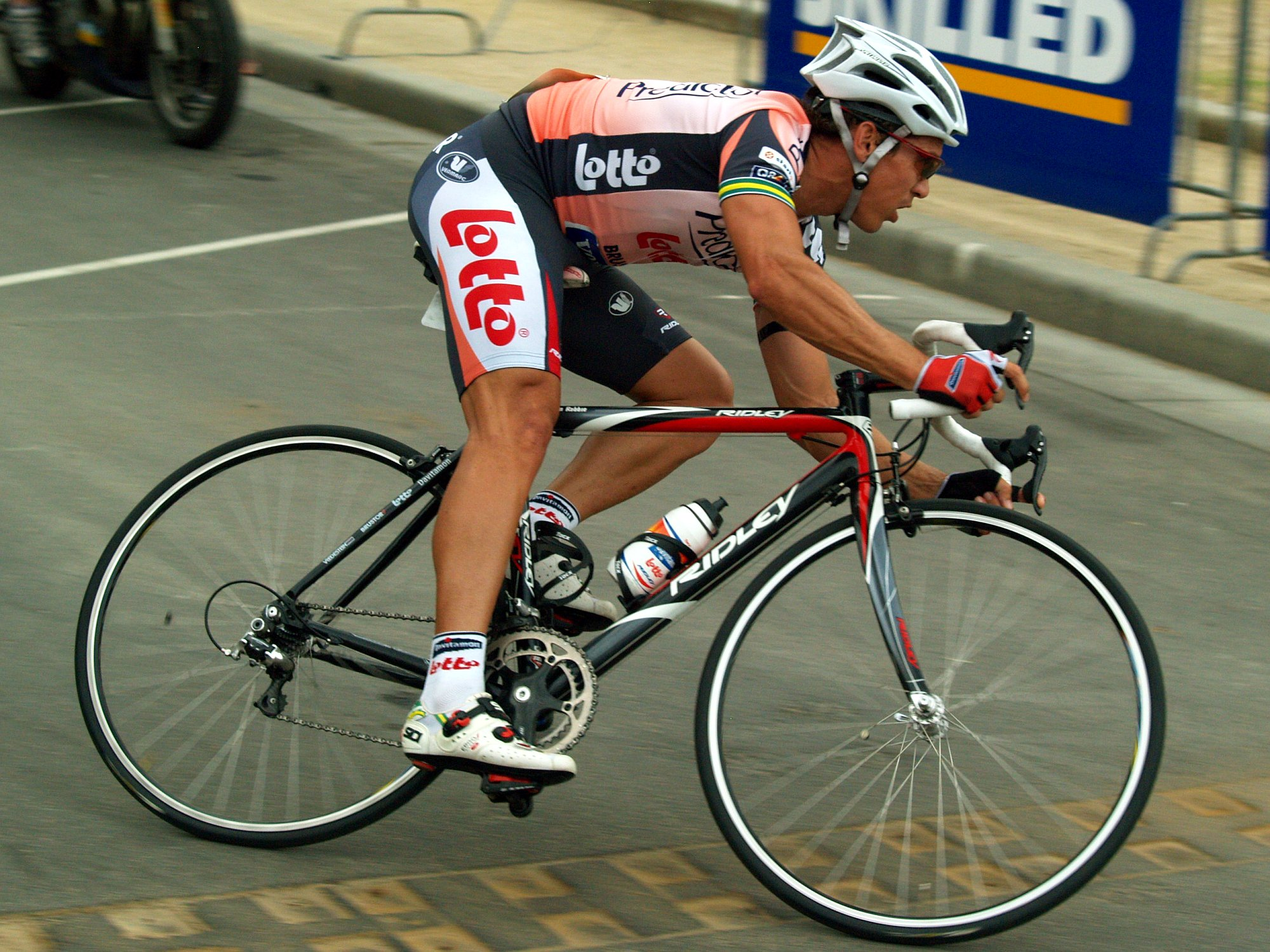
McEwen tijdens de derde etappe in de Bay Cycling Classic in 2007
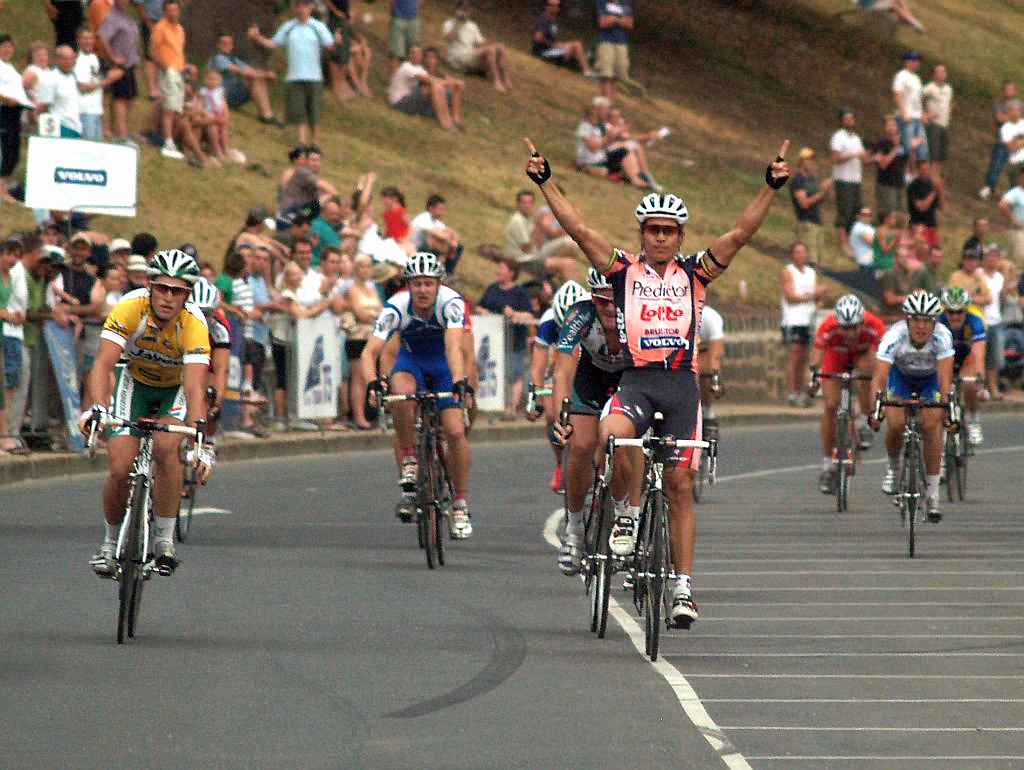
McEwen wint de derde etappe in de Bay Cycling Classic in 2007
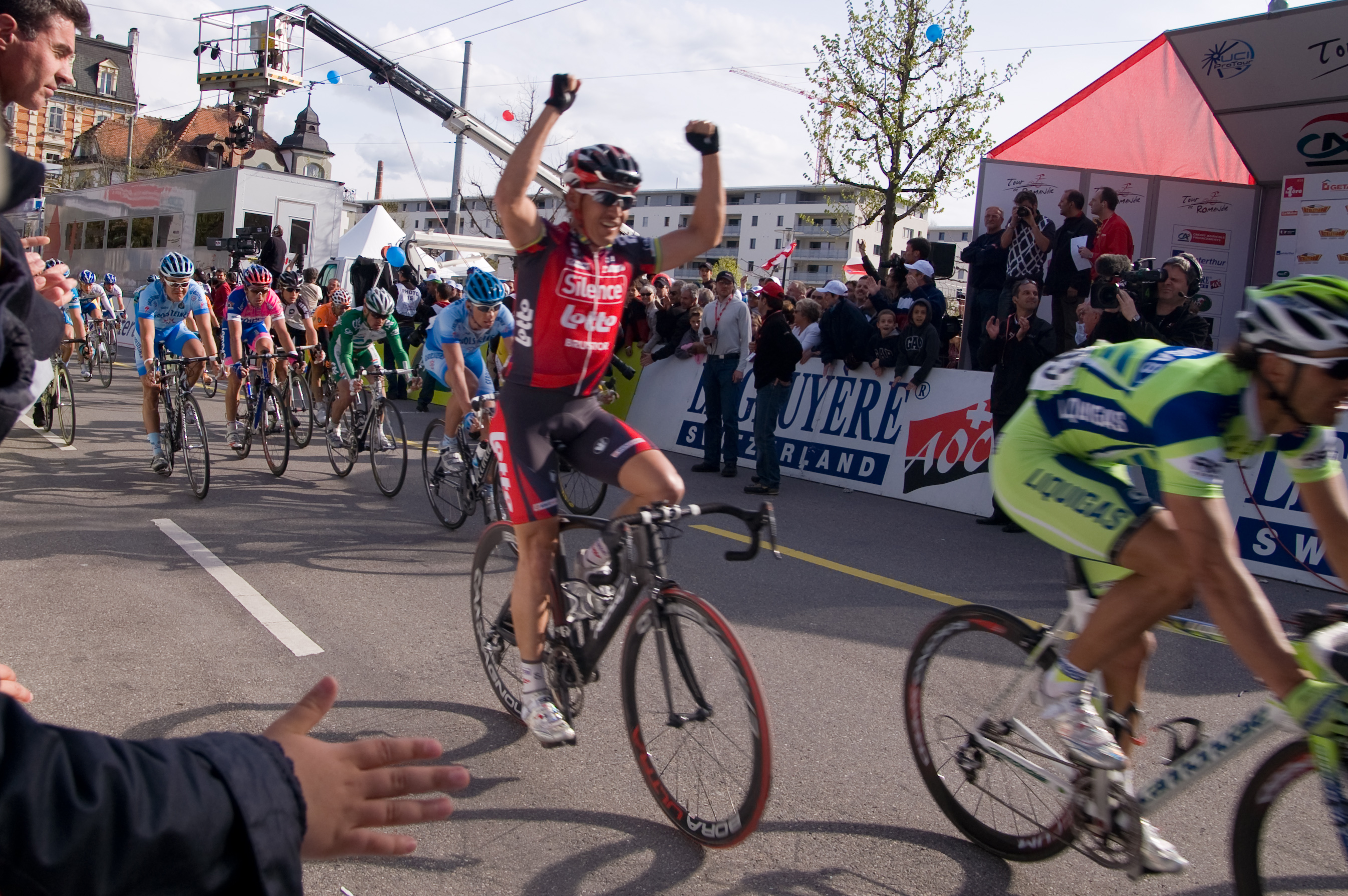
McEwen wint de tweede etappe in de Ronde van Romandië 2008